# Schwester Weiß
Schwester Weiß ist eine deutsche Tragikomödie von Dennis Todorović aus dem Jahr 2015. In den Hauptrollen der ungleichen Schwestern Martha und Helene sind Željka Preksavec und Lisa Martinek besetzt, in einer tragenden Rolle Beatrice Richter. Die Schwestern kommen sich erst wieder näher, als Helene bei einem Unfall nicht nur Mann und Kind, sondern auch ihr Gedächtnis verliert und auf die Hilfe ihrer Schwester Martha angewiesen ist. 

## Handlung
Die ungleichen Schwestern Birgit Weiß, Ordensname Martha, und Helene Weiß-Hagedorn streiten sich andauernd. Martha ist eine gläubige Ordensschwester, während Helene Hagedorn überzeugte Atheistin ist. So will Helene auch nicht, dass ihre Tochter Maja weiter Kontakt mit ihrer Schwester hat, da sie befürchtet, dass sie Maja beeinflussen könnte. Während einer Autofahrt kommt es zu einem von Helene provozierten Streit zwischen Mutter und Tochter, wodurch ihr Mann Theo Hagedorn abgelenkt wird und ein entgegenkommendes Auto zu spät sieht, was einen Unfall zur Folge hat, bei dem Theo Hagedorn und seine Tochter Maja ihr Leben verlieren. Helene wird mit Verletzungen ins Krankenhaus eingeliefert. Dort stellt sich heraus, dass sie an einer retrograden Amnesie leidet, wodurch sie nicht fähig ist, Gefühle der Trauer und des Verlustes zu verspüren und auch keine Erinnerung an ihr altes Leben mehr hat. Helenes Schwiegermutter Dolores Hagedorn, in deren Händen nun die Beerdigungsmodalitäten ihres Sohnes und ihrer Enkelin liegen, weiß nicht, wie sie zusätzlich zu ihrer Trauer nun auch noch mit Helenes Zustand umgehen soll. Zu Marthas Bestürzung plant Dolores, ihren Sohn und ihre Enkelin einäschern und in einer Waldzeremonie beisetzen zu lassen. 
Martha begleitet ihre Schwester nach deren Entlassung aus dem Krankenhaus in deren Wohnung, die für Helene jedoch keinen Wiedererkennungswert hat. Da Helene allein nicht zurechtkommen würde, nimmt Martha sie bei sich im Kloster auf. Alle Versuche Marthas, Helenes Erinnerungen auf die Sprünge zu helfen, laufen ins Leere. Martha fühlt sich zusehends überfordert. Dass Helene sich erinnert, ist für Martha ganz besonders wichtig, weil sie unbedingt möchte, dass ihre Nichte Maja eine christliche Beerdigung bekommt. Nur wenn Helene sich erinnert, kann sie Dolores Entscheidung, das Kind nicht katholisch beerdigen zu lassen, außer Kraft setzen. Martha setzt ihre Schwester massiv unter Druck, da es für sie persönlich wichtig ist, dass Maja auf dem Friedhof in geweihter Erde beerdigt wird. Auch wenn sie sich nicht erinnere, soll sie Dolores sagen, dass Maja christlich zu bestatten sei, weil das deren Wunsch gewesen sei. Auch Helene reagiert zunehmend genervt auf den Druck, den Martha auf sie ausübt. Sie versucht ihrer Schwester klarzumachen, dass sie nicht mehr daran glaube, sich jemals wieder an ihr altes Leben erinnern zu können.
In einem Gespräch, das kurz darauf zwischen Martha, Helene und Dolores stattfindet, legt Helene die Entscheidung darüber, wo Maja bestattet werden soll, überraschend in die Hände ihrer Schwester. Ebenso überraschend entscheidet Martha, dass Vater und Tochter nicht getrennt, sondern zusammen in einer Zeremonie im Wald bestattet werden sollen. Auf die erstaunte Frage Helenes, wieso sie nun so entscheide, antwortet Martha, das sei das, was Helene, die Helene vor dem Unfall, gewollt hätte.
Als Martha während der Zeremonie im Wald etwas abseits bitterlich zu weinen beginnt, legt Helene tröstend ihre Arme um sie.

## Produktion

### Dreharbeiten, Produktionsnotizen
Schwester Weiß wurde vom 2. Dezember 2014 bis zum 21. Januar 2015 im winterlichen Ellwangen, Köln und Umgebung gedreht. Als Kloster diente die Franziskanerinnen-Kommunität der Anna-Schwestern in Ellwangen. Für den Film, der mit 1.080.000 Euro finanziert wurde, zeichnete die Segeler & Borowski Filmproduktion verantwortlich in Koproduktion mit dem SWR, Redaktion: Stefanie Groß, Herstellungsleitung: Michael Becker, Aufnahmeleitung: Thorsten Hohl, Produktionsleitung: René von Bodisco, Herstellungsleiter: Christian Fürst und Arte,  Redaktion: Barbara Häbe. Gefördert wurde der Film von der Film- und Medienstiftung NRW sowie vom Deutschen Filmförderfonds. Todorović arbeitete bereits in seinem ersten Kinospielfilm Sascha mit der Produzentin Ewa Borowski, dem Kameramann Andreas Köhler sowie den Schauspielern Željka Preksavec und Tim Bergmann, der hier den Part einer kurzen Gastrolle übernahm, zusammen.
Dem Film vorangestellt sind die Bibelworte des Psalms 42: „Wie der Hirsch lechzt nach frischem Wasser, so schreit meine Seele, Gott, zu dir“ sowie „Wie ein Stechen in meinen Gliedern ist für mich der Hohn der Bedränger; denn sie rufen mir ständig zu: ‚Wo ist nun dein Gott?‘“ Sie verweisen auf die Leitmotive der unterschiedlichen Schwestern.

### Hintergrund
Regisseur Todorović bekundete in einem Interview, „Mundart“ bedeute für ihn „nicht Volksnähe, sondern Charaktertreue“  und führte weiter aus: „Die Sprache meiner Figuren ist nicht korrekt, sondern gelebt. Sie ist nicht gedacht, sondern gefühlt. Und der Dialekt darf auch nicht vordergründiger Gaglieferant sein. Denn in Schwaben scherzt man nicht nur auf Schwäbisch. Man streitet, versöhnt, trauert und leidet, liebt und lebt auch im Dialekt.“ Schwester Weiß sei für ihn „ein sehr persönlicher Film“, erzählte der Regisseur, „die Glaubensfrage und das Thema Amnesie“ seien für ihn „Auslöser und Antrieb der Geschichte“, denn beides kenne er aus seinem „eigenen Leben und engstem Familienkreis“. Die Darstellerinnen des gegensätzlichen Schwesternpaares würden sich „wahnsinnig gut ergänzen“. Da sei auf der einen Seite Lisa Martinek, „eine unglaublich kreative Schauspielerin mit einem sicheren Gespür für das Menschliche in jedem Moment und auf der anderen Seite Željka Preksavec, die mit einer beeindruckenden Präzision, bedacht und einfühlsam, ihrer oft so strengen Rolle Martha eine tiefe innere Wärme“ verleihe. Für ihn als Regisseur „ein echtes Geschenk“.

### Veröffentlichung
Der Film wurde am 23. Oktober 2015 auf den Internationalen Hofer Filmtagen uraufgeführt. Am 20. Oktober 2016 startete er in den deutschen Kinos. Im deutschen Fernsehen war er erstmals am 17. November 2017 bei Arte zu sehen, ebenso in Frankreich, wo er unter dem Titel Ma soeur ausgestrahlt wurde. Der internationale Titel lautet The Prodigal Sister.
W-film/Lighthouse Home Entertainment gab den Film am 21. April 2017 auf DVD heraus, zusätzlich ausgestattet mit einer Audiodeskription für Sehgeschädigte.

## Rezeption

### Kritik
Die Kritiker der Fernsehzeitschrift TV Spielfilm vergaben die bestmögliche Wertung, indem sie mit dem Daumen nach oben zeigten.
Kino.de schrieb: „Ungewöhnlicher und gelungener Film, der Glauben und Zweifel, Trauer und Familie mal ganz anders aufrollt“. BR Kino Kino war der Meinung: „Tod Trauer, Glaubenszweifel – schwere Themen, mit warmherzigem Humor und Leichtigkeit erzählt.“
Auf der Seite W-Film ist die Rede von einer „warmherzige[n] Tragikomödie über Glauben und Zweifel, Familie und Vertrauen“. Weiter heißt es, „dem gebürtigen Schwaben Dennis Todorović“ gelinge „das Kunststück, die Zuschauer tief zu berühren und im gleichen Moment zum Lachen zu bringen“. Für „besondere Würze“ sorgten dabei „originell eingesetzte Pointen im schwäbischen Dialekt und nicht zuletzt die brillanten Darstellerinnen Željka Preksavec, Lisa Martinek und Beatrice Richter“.
In der Tagespost schrieb José García: „Tiefe Auseinandersetzung mit dem Glauben. Die hervorragend gezeichneten Figuren, die von ebenso ausgezeichneten Schauspielerinnen verkörpert werden, lassen keine Klischees aufkommen.“
Wolfgang Brenner befasste sich im Xaver Stadtmagazin mit dem Film und sprach von einer „mehr als gelungene[n] schwäbische[n] Tragikomödie“ und meinte, Schwester Weiß schaffe „das Kunststück, die Themen ‚Schwaben‘, ‚Tod‘, ‚Kirche‘ und ‚Komödie‘ für einen tollen Film zu verbinden“. „All das – und natürlich seine wunderbaren Schauspieler“ – mache ‚Schwester Weiß‘ „nicht nur zu einer mehr als gelungenen schwäbischen Tragikomödie, sondern zu einem deutschen Filmhighlight des laufenden Jahres“.
Der Filmdienst meinte, „das tragikomische Ringen der beiden ungleichen Schwestern“ sei mit „irritierender Leichtigkeit in Szene gesetzt, wobei die geschliffenen Wortgefechte im schwäbischen Dialekt, subtile Bedeutungsverschiebungen und Kippmomente auf einem schmalen Grat zwischen Tragik und Satire balancieren. Glänzend gespielt und kunstsinnig inszeniert, haftet dem winterlichen Drama dennoch etwas Künstliches an“.
Oliver Armknecht bewertete den Film für film-rezensionen.de und befand, trotz der zuweilen „schmerzhaften Tragik“ zeige sich Schwester Weiß „ziemlich zurückhaltend“, erzähle „betont unspektakulär und behutsam von den beiden Schwestern, die sich näherkommen und doch nicht finden können“. Weiter heißt es: „Todorovic ist ein schöner kleiner Film gelungen, der zwar weder Komödienfans noch Herzschmerzanhänger so richtig bedient, aber Freunden leiser Geschichten gefallen sollte.“ Armknecht gab 7 von 10 möglichen Punkten und stellte abschließend fest: „Zwei ungleiche Schwestern, die sich annähern müssen, das ist eine bekannte Situation, wird hier aber durch den Amnesie-Aspekt reizvoll variiert. Das ist zwar ein wenig konstruiert, bietet aber den Anlass für diverse interessante Gedankengänge und erzählt eine angenehm leise Geschichte um Vergangenheitsaufbereitung und Akzeptanz.“
Bianka Piringer zog auf der Seite Spielfilm.de das Fazit: Der zweite Kinofilm des deutschen Regisseurs Dennis Todorović ist ein verhaltenes Drama über eine konflikthafte schwesterliche Beziehung, die nach einem Todesfall eine neue Dynamik entwickelt. Die Zuschauer tauchen mit der Hauptfigur in das klösterliche Leben ein, dessen Rituale die zwischen Kargheit und Gefühl changierende Atmosphäre der Geschichte wirksam betonen.
Dieter Oßwald besprach den Film auf der Seite programmkino.de und verwies darauf, dass „dieses religiöse Trauerspiel“ nicht „so schwermütig“ sei, wie „das Poster, der holprige Titel sowie jenes tiefgründelnde Psalm-Zitat im Vorspann befürchten“ lasse. „Ganz im Gegenteil“ werde schon schnell klar, dass „diese flotte Tragikomödie den existenziellen Themen mit vergnüglicher Leichtigkeit“ begegne. Das gelinge, „weil die Figuren plausibel entwickelt und nicht minder gut gespielt“ seien. Die Geschichte überzeuge „durch die elegante Erzählweise, ein exzellentes Ensemble sowie ein Schwäbisch, das so charmant und stimmig ausfalle, wie der ganze Film. Im Dialekt bleibend“, könne „das Urteil“ hier nur lauten: „Scho’ recht!“ „Nicht geschimpft gilt dem Schwaben schließlich als das größte Lob. Auf alle Fälle einer der zehn deutschen Filme, die man in diesem Jahr gesehen haben sollte.“
Auch Peter Hoch von Klenkes Stadtmagazin war der Meinung: „Bravourös gespielt und mit feinem Humor in unnachahmlicher schwäbischer Mundart.“
Harald Mühlbeyer von Kinozeit hingegen hatte an dem Film einiges auszusetzen, so am „Auslöungspunkt anhand einer bloßen Frage des richtigen Trauerrituals“, der „besonders für Nicht-Katholiken, denen der traditionelle Wert geweihten Friedhofsboden nicht so vertraut“ sei, „sehr brüchtig“ sei. „Dieser Konflikt-Impuls des Films bezeug[e] vor allem eins: Die von Beginn an bestehende und  ungebrochene Verbohrtheit aller Figuren.“ Weiter führte Mühlbeyer aus: „Eine unmäßige Intoleranz in Sachen Glaube und Moral, die alles verdammt, was anders denkt als man selbst – ein sturer Egozentrismus, der einem die Figuren von Anfang an verleidet.“ Der Film sei „psychologisch unglaubwürdig, überfrachtet mit Konflikten und zudem viel zu überdeutlich in dem, was er ausdrücken“ wolle. Hinsichtlich der schwäbischen Sprache äußerte der Kritiker: „Schwester Weiß ist in Schwäbisch gehalten, nicht aus Gründen der Volkstümlichkeit, nicht zur regionalen Anbiederung; sondern aus Gründen der Authentizität, der Verwurzelung in eine Landschaft, in eine Art des Denkens und des Glaubens, die dem Film zu einer gewissen, hintergründigen Glaubwürdigkeit verhilft.“
Rainer Tittelbach von tittelbach.tv gab dem Film vier von sechs möglichen Sternen und meinte, Schwester Weiß sei „mehr Versuchsanordnung über den Glauben und die Liebe, über Vor-Urteile und Vertrauen als ein ernstes psychologisches Charakterdrama“. Nicht die „tiefe Tragik eines tödlichen Unfalls, sondern das tragikomische Paradox einer retrograden Amnesie bestimm[e] das erste Drittel der Handlung“. Schwester Weiß sei ein Film, „den man sich mit seinen vielen Subtexten ‚erarbeiten‘“ müsse. Der „schwäbische Dialekt“ unterstütze „das erzählte Milieu“, bindet es „zu einem stimmigen Ganzen, wozu die Bild-Ästhetik nur teilweise in der Lage“ sei.

### Auszeichnung
Nominierung für den Thomas Strittmatter Drehbuchpreis